# 슈퍼 마리오 메이커 2
《슈퍼 마리오 메이커 2》(영어: Super Mario Maker 2, 약칭:SMM2, 일본어: スーパーマリオメーカー2)는 닌텐도에서 2019년 6월 28일에 발매한 닌텐도 스위치용 게임 소프트이다.

## 모드
코스 찾기:인기맵,새로 만든 맵,주목 받을 만한 코스 등이 있다.
통신 플레이:함께 플레이,함께 배틀이 있다.함께 배틀의 랭크는 D,C,B,A,S,S+가 있다.
어디까지 마리오 챌린지:최대한 많은 레벨을 주어진 목숨 안에 클리어 하는 것이다.참고로 했던 코스가 다시 한 번 나오거나 본인이 만든 코스가 나오는 경우도 있다.

## 개요
2015년 9월에 Wii U에서 발매된 《슈퍼 마리오 메이커》의 속편으로, 2019년 2월 14일 방송된 닌텐도 다이렉트에서 발표되었다. 부품을 조합하는 것만으로, 원작 마리오 시리즈에 없는 오리지널 코스를 자유롭게 제작할 수 있다. 전작보다 게임 스킨·장치·항목·적의 종류가 크게 증가해 기능도 강화되고 있다. 또한 본작에서 새롭게 추가 된 요소로 2013년 11월에 발매된 Wii U용 소프트 《슈퍼 마리오 3D월드》의 게임 스킨, 사막과 설원 등 장면 스킨 추가, 캐슬의 재건을 한다는 내용의 스토리 모드와 최대 4명이서 놀 수 있는 온라인 멀티 플레이의 요소도 있다.
2019년 12월에 2.0.0 대규모 업데이트를 하여 가봉, 선인, P블록(P스위치를 누르면 나타남.), 대시블록, 마스터 소드(젤다의 전설 시리즈) 등의 파츠와 새로운 모드인 '닌군 타임 어택'(전 세계 플레이어들과 클리어 시간으로 대결한다. 상대는 닌군으로 표시가 되며, 우수 플레이어에게는 그 플레이어의 Mii의 주위에 실력자임을 인정하는 별이 일정 기간 선회한다.)도 생겨났다.
또한, 닌텐도 스위치 온라인 이용권(365일 개인 플랜)이 붙은 《슈퍼 마리오 메이커 2 처음 만나는 온라인 세트》가 동시 발매되었다.
2020년 4월에 다시 한 번 3.0.0 마지막 대규모 업데이트를 하였다.
- SMB 테마에서는 적 위에 올라타거나 집어서 던질 수 있는 SMB2의 버섯이, SMB3 테마에서는 물속에서 빠르게 헤엄치고 물 위를 달릴 수 있는 개구리슈트가, SMW 테마에서는 원하는 방향으로 무한정(원작에서는 시간제한이 있었다.)날 수 있는 P풍선이, NSMBU 테마에서는 높은 곳에서 활공, 1회 상승, 벽 붙기를 사용할 수 있는 슈퍼 도토리가, SM3DW 테마에서는 부메랑을 던지게 할 수 있는 부메랑플라워, 그 외에도 프로펠러박스, 흉내굼바, 흉내킬러, POW박스, 발사대박스가 추가되며 이전 아이템들이 대폭 돌아왔다.
- 모든 테마에서(3DW 제외) 쿠파 7인조가 복귀하였다.
- 3DW 테마에선 추가로 점선블록(원래 다른 테마엔 있었으나 3DW 테마엔 없었다), 스위치 트램펄린(ON/OFF 스위치에 따라 작동한다)이 추가되었으며, SMB에는 주우면 절대 안 죽는 팬텀이 끈질기게 따라오게 되는 '저주받은 열쇠'가 등장한다.저주받은 열쇠의색깔은 빨간색이다.SM3DW 제외 모든 테마에서 메카쿠파가 재등장한다.

(초록은 평범하지만 빨강은 추적 미사일을 발사시키며, 파랑은 레이저를 쏜다. 밤에는 제트엔진을 달고 나온다.)
- 자신만의 월드(맵 40개, 월드 8개)를 만들어 공유할 수 있는 '월드 메이커' 모드가 추가되었다.

## 관련 작품
- 슈퍼 마리오브라더스（패밀리 컴퓨터）
- 슈퍼 마리오브라더스 3（패밀리 컴퓨터）
- 슈퍼 마리오 월드（슈퍼패미컴）
- 뉴 슈퍼 마리오브라더스 U（Wii U）
- 슈퍼 마리오 3D월드（Wii U）
- 슈퍼 마리오 메이커